# Lista de universidades com clubes BDSM
Universidades com Clubes de BDSM são um fenômeno contemporâneo, principalmente nos EUA. Alguns desses clubes estudantis dedicados ao BDSM são oficialmente reconhecidos e mantidos pela administração universitária.  A extensão de nudez e dor consensual permitida em cada clube varia, da mesma forma em cada universidade.
- EUA
  - Universidade Brown[1]

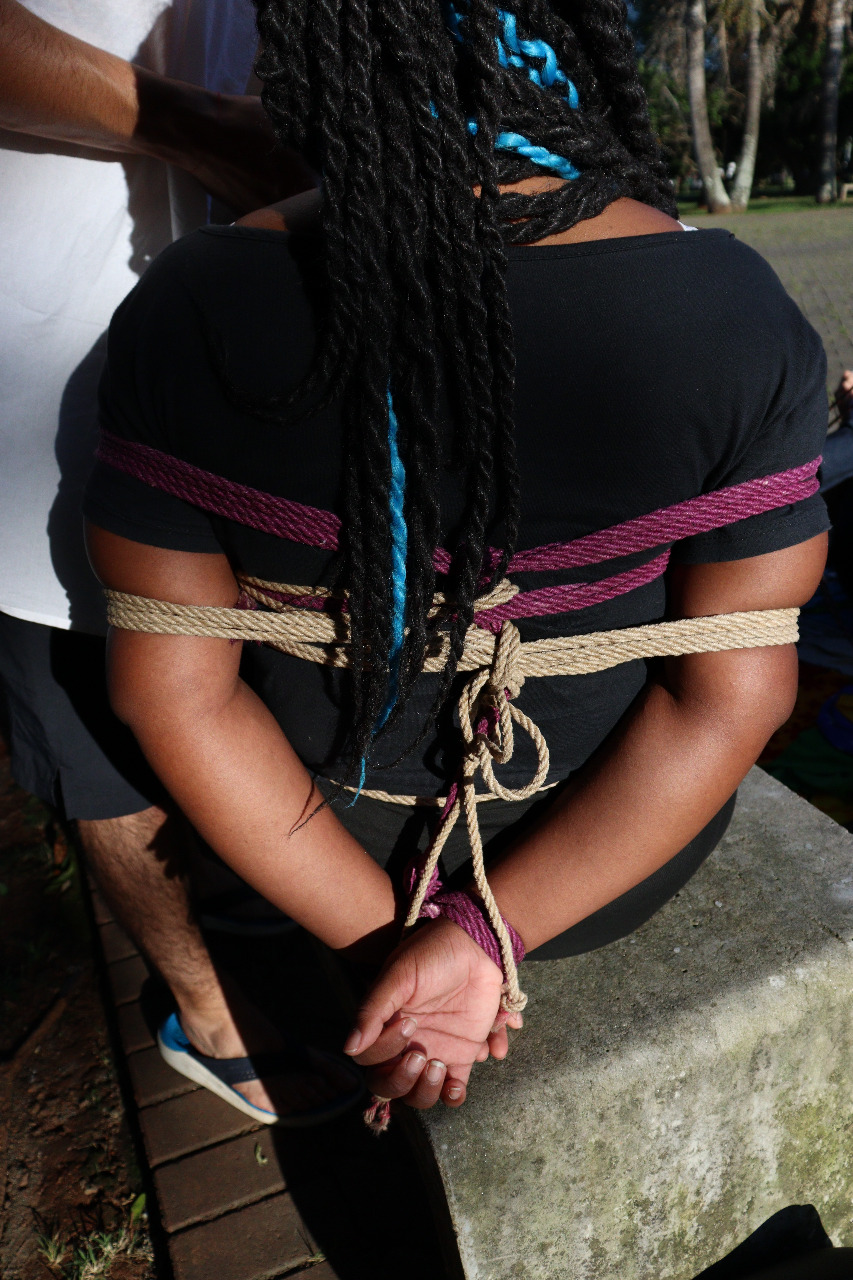
Bondage de corda é geralmente uma atividade ensinada em clubes BDSM de universidades. Esta imagem representativa mostra um amarrador masculino realizando shibari em uma voluntária.

  - Universidade Estadual da Califórnia, Northridge[5]
  - Clube BDSM da Universidade de Columbia Conversio Virium[6][7][8]
  - Universidade de Cornell[9]
  - Universidade de Harvard[10][11][12][13]
  - Faculdade Harvey Mudd[14]
  - Clube BDSM da Universidade Estadual de Iowa, Cuffs .[15]
  - Universidade Bloomington de Indiana[16]
  - Universidade Estadual de Kent[17]
  - MIT ( Instituto de Tecnologia de Massachusetts ) [1]
  - Colégio Mount Holyoke[18][19]
  - Faculdade Molloy[20]
  - Universidade do Noroeste[21]
  - Universidade Estadual de Ohio[22]
  - Universidade Estadual da Pensilvânia[23][24]
  - Universidade de Princeton[25][26]
  - Colégio Reed[27]
  - San Francisco State University (Curso BDSM 101)[28]
  - Universidade de Stanford[29]
  - Universidade Stony Brook[30]
  - Universidade Estadual do Texas
  - Universidade Tufts[1]
  - UC Berkeley[31]
  - Universidade da Califórnia, Los Angeles[32]
  - Universidade da Califórnia, Santa Bárbara[33]
  - Universidade de Chicago[34][35]
  - Universidade de Connecticut[36]
  - Universidade de Michigan[37][38]
  - Universidade de Minnesota[39]
  - Universidade de Notre Dame
  - Universidade da Pensilvânia[1]
  - Universidade da Carolina do Sul[40]
  - Universidade do Sul da Califórnia[41]
  - Universidade de Wisconsin-Madison[42][43]
  - universidade de Washington 
  - Universidade Estadual de Washington
  - Universidade de Washington em St. Louis[44]

Em termos de número de universidades possuindo clubes de BDSM, os EUA estão muito acima de outros países. Adicionalmente, existem muitas universidades americanas que não possuem um clube dedicado porem conduzem atividades de conscientização, como por exemplo na Universidade do Sul da Flórida em São Petesburgo..
Algumas universidades americanas, como Texas Tech University, Universidade de Indiana e Universidade Estadual de Michigan, têm professores que conduzem pesquisas e têm aulas curriculares sobre BDSM.
Algumas editoras universitárias dos EUA, como as da Universidade Duke, Universidade de Indiana e Universidade de Chicago, publicaram livros sobre BDSM escritos por professores.
- Canadá
  - Universidade McGill[56]
  - Universidade de Calgary[57]
  - Universidade de York[56]

- Reino Unido
  - Universidade Dundee[58]
  - Universidade de Durham[59]
  - Imperial College London[60]
  - Universidade de Lancaster[61]
  - Universidade de Lincoln[62]
  - Universidade de Nottingham[63]
  - Universidade de Portsmouth[64]
  - Universidade de York[65]
  - Universidade de Warwick[66]

- Bélgica
  - Universidade de Gent[67]
  - Universidade Livre de Bruxelas[68]

- Finlândia
  - Universidade de Helsinque[69][70]

- Brasil
  - Universidade de São Paulo[71]
  - Universidade Federal do Rio Grande do Sul

O surgimento de grupos relacionados no Brasil ocorreu a partir da Universidade de São Paulo com o primeiro grupo de estudos universitário BDSM no país em 2022, sendo acompanhado ainda no mesmo ano por outras universidades de destaque como a Universidade Federal do Rio Grande do Sul e a Universidade Federal de Minas Gerais. Todos buscando conscientizar a população local sobre segurança sexual, comunicação clara e redução de danos.
- Índia
  - Instituto de Tecnologia de Vellore

- México
  - Centro de Investigação e Docência Econômica

- Taiwan
  - Universidade Nacional Cheng Kung[72][73]
  - Universidade Normal Nacional de Taiwan[74]
  - Universidade Nacional de Taiwan[75]
  - Universidade Nacional Tsing Hua[76][77]

- República Checa
  - Charles University em Praga (faculdade de matemática e física) [78]